# Kempense Golf Club
De Kempense Golf Club is een Belgische golfclub in Mol-Rauw in de provincie Antwerpen.
De club begon in 1986 als de Kempense Golf Academie en beschikte toen over 6 holes. Vier jaar later werd de baan uitgebreid tot een volwaardige 18 holes baan. De nieuwe baan van de Kempense Golf Club is aangelegd door P. Imbert en P. Markland. De baan beslaat 47 hectare.